# Night School (Lee Child)
Night School é uma novela policial de 2016 escrita por Lee Child sendo o vigésimo primeiro livro da série em que a personagem major Jack Reacher domina a acção.  A história é contada por um narrador.

## Enredo
Em 1996, após receber uma condecoração, o major do Exército dos EUA Jack Reacher recebe ordem para ir receber formação em sala de aula de uma especialidade militar não especificada e presumivelmente enfadonha. A turma é constituida por um agente do FBI e um agente da CIA. Mas a verdadeira tarefa deles é encontrar um norte-americano desconhecido que negociou a entrega de algo por US $ 100 milhões a agentes controlados por radicais islâmicos paquistaneses. Conclui-se que o dito norte-americano é um militar oriundo de Sugar Land, no Texas, chamado Horace Wiley, que desertou da sua unidade militar estacionada na Alemanha que havia sido reunificada 4 meses antes.
A tarefa de Reacher e bem assim dos outros agentes é determinar exatamente qual a ameaça possível para a segurança nacional e global que levou o soldado americano a exigir o preço exorbitante de 100 milhões de dólares. O que se segue é uma sequência de oportunidades perdidas de encontrar o fugitivo traidor até que os perseguidores o interceptam numa situação de suspense, mas, em última análise, anticlímax.

## Questões
Uma das questões levantadas no livro é a dos agentes no terreno tomarem ações que desrespeitam as regras procedimentais. A dado momento, Reacher diz para o seu chefe na operação: "Se isto corre mal, vais prender-me. Vais apresentar provas em tribunal marcial. Compreendo isso. E vais fazê-lo de livre vontade. Também o compreendo. Estás a comandar-nos, mas não aprovas o plano. Já joguei este jogo muitas vezes. Não tenho ressentimento."
Outra questão ponderosa colocada por Lee Child é a do extravio de material bélico de um organismo gigantesco como são as forças armadas norte-americanas. Num determinado momento da história, um oficial general norte-americano afirma o seguinte: "Na nossa história, tivemos um total de trinta e duas armas nucleares que foram acidentalmente lançadas, disparadas, detonadas, roubadas ou perdidas. Fechámos o processo de vinte e seis delas. Das outras seis nunca foi conhecido o rasto ou recuperadas. Ainda se encontram perdidas."

## Ligação externa
- Sítio oficial de Lee Child e Jack Reacher